# Martin Hawkins
Pour les articles homonymes, voir Hawkins.
Martin William Hakansson devenu Hawkins après avoir émigré (né le 20 février 1888 en Suède et décédé le 27 octobre 1959 à Portland) est un athlète américain spécialiste du 110 mètres haies. Affilié au Multnomah AC, il mesurait 1,75 m pour 68 kg.

## Biographie
Il étudie à l'Université d'Oregon.

### Palmarès
| Date | Compétition                   | Lieu      | Résultat | Performance |
| ---- | ----------------------------- | --------- | -------- | ----------- |
| 1912 | Jeux olympiques d'été de 1912 | Stockholm | 3e       | 15 s 3      |

### Records
| Épreuve         | Performance | Lieu | Date |
| --------------- | ----------- | ---- | ---- |
| 120 yards haies | 15 s 2      |      | 1912 |